# Serrat Espès
El Serrat Espès és una serra situada als municipis de Torà (Segarra) i de Llobera (Solsonès), amb una elevació màxima de 870,9 metres.